# Landtagswahlkreis Teltow-Fläming II
Der Wahlkreis Teltow-Fläming II (Wahlkreis 24) ist ein Landtagswahlkreis in Brandenburg. Er umfasst die Städte Jüterbog und Luckenwalde, die Gemeinden Niederer Fläming und Niedergörsdorf sowie das Amt Dahme/Mark aus dem Landkreis Teltow-Fläming. Wahlberechtigt waren bei der letzten Landtagswahl 40.344 Einwohner.

## Landtagswahl 2024
In der Landtagswahl in Brandenburg 2024 trat die Alternative für Deutschland nur in 43 von 44 Wahlkreisen direkt an, denn in frühzeitiger Kenntnis der Absicht des Bürgermeisters von Jüterbog, Arne Onni Raue, als parteiloser Einzelbewerber im Wahlkreis Teltow-Fläming II für den Landtag zu kandidieren, hat der AfD-Kreisverband in diesem Wahlkreis keinen eigenen Kandidaten aufgestellt. Die AfD-Bewerberin von 2019 in Teltow-Fläming II, Birgit Bessin, kandidiert 2024 im Landtagswahlkreis Oberspreewald-Lausitz I (Nr. 38).
Es standen folgende Parteien und Direktkandidaten zur Wahl, mit folgendem Ergebnis bei einer Wahlbeteiligung von 69,8 %:
| Landtagswahl in Brandenburg 2024 – WK Teltow-Fläming IIZweitstimmen %403020100 33,3 %32,0 %13,1 %9,9 %3,1 %2,2 %2,2 %2,0 %2,2 % SPDAfDBSWCDULinkeTierschutzGrüneBVB/FWSonst.Gewinne und Verlusteim Vergleich zu 2024 %p 14 12 10 8 6 4 2 0 −2 −4 −6 −8+2,0 %p+6,6 %p+13,1 %p−3,6 %p−7,6 %p−0,6 %p−4,9 %p−2,9 %p−2,1 %pSPDAfDBSWCDULinkeTierschutzGrüneBVB/FWSonst. |

| Gegenstand der Nachweisung | Gegenstand der Nachweisung | Erst- stimmen | Erst- stimmen | Zweit- stimmen | Zweit- stimmen |
| Bewerber                   | Partei                     | Anzahl        | %             | Anzahl         | %              |
| -------------------------- | -------------------------- | ------------- | ------------- | -------------- | -------------- |
| Wahlberechtigte            | Wahlberechtigte            | 39.366        | 39.366        | 39.366         | 39.366         |
| Wähler                     | Wähler                     | 27.482        | 27.482        | 27.482         | 69,8           |
| Ungültige Stimmen          | Ungültige Stimmen          | 1.454         | 5,3           | 348            | 1,3            |
| Gültige Stimmen            | Gültige Stimmen            | 26.028        | 94,7          | 27.134         | 98,7           |
| davon                      |                            |               |               |                |                |
| Erik Stohn                 | SPD                        | 10.109        | 38,8          | 9.044          | 33,3           |
|                            | AfD                        |               |               | 8.674          | 32,0           |
| Karsten Schmidt            | CDU                        | 4.175         | 16,0          | 2.692          | 9,9            |
| Ronja Krebs                | GRÜNE/B 90                 | 407           | 1,6           | 585            | 2,2            |
| Felix Thier                | DIE LINKE                  | 1.886         | 7,2           | 851            | 3,1            |
| Michaela Schreiber         | BVB / FREIE WÄHLER         | 2.819         | 10,8          | 545            | 2,0            |
| Nico Gruhl                 | FDP                        | 534           | 2,1           | 166            | 0,6            |
|                            | Tierschutzpartei           |               |               | 589            | 2,2            |
|                            | Plus                       | 192           | 0,7           |                |                |
|                            | BSW                        | 3.562         | 13,1          |                |                |
|                            | III. Weg                   | 19            | 0,1           |                |                |
|                            | DKP                        | 19            | 0,1           |                |                |
|                            | DLW                        | 128           | 0,5           |                |                |
|                            | WU                         | 68            | 0,3           |                |                |
| Arne Onni Raue             | Einzelbewerber             | 6.098         | 23,4          |                |                |

## Landtagswahl 2019
Bei der Landtagswahl 2019 wurde Erik Stohn (SPD) im Wahlkreis direkt gewählt. Die weiteren Ergebnisse:
| Direktkandidat                    | Partei           | Erststimmen in % | Zweitstimmen in % |
| --------------------------------- | ---------------- | ---------------- | ----------------- |
| Erik Stohn                        | SPD              | 32,6             | 31,3              |
| Felix Menzel                      | CDU              | 13,8             | 13,5              |
| Felix Thier                       | Die Linke        | 11,4             | 10,7              |
| Birgit Bessin                     | AfD              | 24,3             | 25,4              |
| Klaus-Peter Gust                  | GRÜNE            | 6,8              | 7,1               |
| Wilfried Rauhut                   | BVB/FW           | 7,6              | 4,9               |
| –                                 | PIRATEN          | –                | 0,6               |
| Jovita Anna Emilia Galster-Döring | FDP              | 2,6              | 3,1               |
| –                                 | ÖDP              | –                | 0,4               |
| –                                 | Tierschutzpartei | –                | 2,8               |
| –                                 | V-Partei³        | –                | 0,2               |

## Landtagswahl 2014
Bei der Landtagswahl 2014 wurde Erik Stohn im Wahlkreis direkt gewählt.
Die weiteren Wahlkreisergebnisse:
| Direktkandidat          | Partei    | Erststimmen in % | Zweitstimmen in % |
| ----------------------- | --------- | ---------------- | ----------------- |
| Erik Stohn              | SPD       | 34,4             | 37,3              |
| Sigrid Maritta Böttcher | Die Linke | 25,5             | 21,1              |
| Sven Petke              | CDU       | 19,3             | 19,9              |
| Klaus-Peter Gust        | GRÜNE     | 5,1              | 3,8               |
| Manuel Hurtig           | FDP       | 1,4              | 1,2               |
|                         | NPD       |                  | 2,3               |
| Fritz Lindner           | BVB/FW    | 3,6              | 1,8               |
|                         | REP       |                  | 0,2               |
|                         | DKP       |                  | 0,2               |
| Torsten Junker          | AfD       | 10,7             | 11,3              |
|                         | PIRATEN   |                  | 0,9               |

## Landtagswahl 2009
Bei der Landtagswahl 2009 wurde Kornelia Wehlan im Wahlkreis direkt gewählt.
Die weiteren Wahlkreisergebnisse:
| Direktkandidat     | Partei              | Erststimmen in % | Zweitstimmen in % |
| ------------------ | ------------------- | ---------------- | ----------------- |
| Sieglinde Heppener | SPD                 | 28,7             | 36,4              |
| Kornelia Wehlan    | Die Linke           | 36,8             | 29,7              |
| Sven Petke         | CDU                 | 19,0             | 17,4              |
| -                  | DVU                 | -                | 01,5              |
| Sven Baranowski    | GRÜNE               | 03,4             | 03,3              |
| Carsten Egler      | FDP                 | 07,7             | 06,4              |
| -                  | 50 Plus             | -                | 00,4              |
| -                  | DKP                 | -                | 00,2              |
| -                  | REP                 | -                | 00,2              |
| -                  | Die-Volksinitiative | -                | 00,6              |
| Gerhard Müller     | NPD                 | 02,5             | 01,7              |
| -                  | RRP                 | -                | 00,6              |
| Eckhard Heinrich   | Freie Wähler        | 02,0             | 01,5              |

## Landtagswahl 2004
Die Landtagswahl 2004 hatte folgendes Ergebnis:
| Direktkandidat    | Partei          | Erststimmen in % | Zweitstimmen in % |
| ----------------- | --------------- | ---------------- | ----------------- |
| Steffen Reiche    | SPD             | 30,1             | 34,7              |
| Carola Hartfelder | CDU             | 20,5             | 17,8              |
| Kornelia Wehlan   | PDS             | 35,2             | 29,5              |
| –                 | DVU             | –                | 06,1              |
| Ralf Danielewski  | GRÜNE           | 02,4             | 02,1              |
| Dietrich Maetz    | FDP             | 03,5             | 02,8              |
| Peter Danzmann    | AfW             | 02,9             | 01,0              |
| Thomas Willweber  | AUB-Brandenburg | 04,0             | 00,8              |
| –                 | DKP             | –                | 00,2              |
| –                 | GRAUE           | –                | 00,8              |
| –                 | FAMILIE         | –                | 02,1              |
| –                 | 50 Plus         | –                | 00,9              |
| –                 | JA              | –                | 00,3              |
| –                 | Offensive D     | –                | 00,1              |
| Andreas Lust      | BRB             | 01,1             | 00,7              |